# V7
De V7 was een alliantie van aanvankelijk zeven, maar later zes, politieke partijen in Suriname die meedeed aan de verkiezingen van 2015. De alliantie bestaat uit het Democratisch Alternatief '91 (DA'91), de Vooruitstrevende Hervormingspartij (VHP), de Nationale Partij Suriname (NPS) en Surinaamse Partij van de Arbeid (SPA), Pertjajah Luhur (PL) en Broederschap en Eenheid in de Politiek (BEP). De alliantie schoof Chan Santokhi naar voren als presidentskandidaat.
V7 behaalde 18 zetels, wat onvoldoende was om de regering te formeren, waardoor Desi Bouterse opnieuw president werd, voor de periode tot en met mei 2020.
De alliantie zal niet meer meedoen tijdens de verkiezingen van 2020, omdat De Nationale Assemblée in maart 2019 voor een verbod op pre-electorale combinaties stemde.
Het logo bestond uit een hand die een V-teken maakt met daarom heen de logo's van de deelnemende politieke partijen. De V is gebruikt als universeel vredesteken en stond voor "Volk Voorwaarts, Vooruitgang, Vernieuwing, Verbetering, Verjonging, Veiligheid en Vrede." Verder werden daar nog een groot aantal andere  woorden aan toegevoegd, waar de alliantie ook voor zou staan. Het cijfer 7 stond niet direct voor het aantal partijen, waarmee de alliantie begon, maar voor een aantal waarden die het cijfer vertegenwoordigt.